# Nigerias sociala förhållanden
Nigerias sociala förhållanden påverkas av korruption, sharialagstiftning, terrorism och diskriminering. Landet har trots detta sedan 1990-talet utvecklats i demokratisk riktning.
Efter att Nigeria återgått till demokrati i slutet av 1990-talet har Nigeria tagit steg mot ökad respekt för de mänskliga rättigheterna. Enligt grundlagen garanteras skydd för grundläggande politiska, medborgerliga, ekonomiska, sociala och kulturella rättigheter.Nigeria var år 2022 Afrikas folkrikaste land och Afrikas största ekonomi.
Den norra delen av landet bebos i huvudsak av muslimer medan den södra delen företrädesvis bebos av kristna. Det råder en allmän misstro mellan norra och södra Nigeria. I landet finns runt 250 olika folkgrupper. I den nordöstra delen av landet pågår sedan år 2009 en väpnad konflikt mellan terrororganisationen Boko Haram och de nigerianska väpnade styrkorna. Båda sidor har gjort sig skyldiga till brott mot de mänskliga rättigheterna.
Oljan i landet utgör en stor andel, runt 80 procent år 2014, av de offentliga inkomsterna men 80 % av inkomsterna från oljan gick till 1 procent av befolkningen. Fattigdomen är utbredd och den ekonomiska ojämlikheten stor. I slutet av 2010-talet beräknades 200 miljoner människor i Nigeria leva i extrem fattigdom.

## Barn
År 2003 ratificerade Nigeria FN:s barnkonvention genom lagen om barnets rättigheter, Child’s Rights Act. Alla delstater hade dock inte antagit lagen per år 2019 och ingen av delstaterna i norra Nigeria hade antagit lagen.

### Barnsoldater
Barn användes i början av 2020-talet fortfarande som barnsoldater, i synnerhet av terroristgrupper. Barn som hade samröre med terroristgrupper betraktades som brottslingar och kunde få fängelsestraff, detta trots att bland annat FN betraktade barnen som offer.

### Utbildning
Mer än 10,5 miljoner barn gick inte i skolan, enligt siffror från slutet av 2010-talet, vilket drabbade fler flickor än pojkar. För varje flicka som gick i skolan gick 2,2 pojkar i skola.  Även om regeringen fastslagit att målet var att skolan skulle vara kostnadsfri och obligatorisk så hade Nigeria en lång väg kvar att gå. Förutom att skolan inte var tillgänglig för alla barn så var den heller inte kostnadsfri. Bland de kostnader som tillkom fanns bland annat kostnader för skolmaterial, skoluniform och informella avgifter till lärarna. Aga i skolan var accepterat och uppgavs ha varit vanligt.
År 2018 kunde FN bekräfta att minst fem attacker mot skolor utförts av terroristgrupperna IS och Boko Haram under det året.

### Barnäktenskap
Barnäktenskap var vanliga i mitten på 2010-talet, då i synnerhet bland lågutbildade, och särskilt vanligt i norra Nigeria. Det var dock inte lagligt att gifta sig innan 18 års ålder.

### Våld mot barn
Barnmisshandel och sexuella övergrepp på barn var fortsatt stora samhällsproblem i Nigeria år 2022. Men samhällsnormerna och risken för social stigmatisering gjorde att detta sällan anmäldes. År 2015 visade studier att ungefär hälften av alla barn i Nigeria upplevde våld. Samma studie visade även att 25 procent av flickorna och 10 procent av pojkarna upplevde sexuellt våld under barndomen.

### Barnarbete
Enligt lag var barnarbete förbjudet år 2022, ändå förekom det i stor omfattning. Barn utnyttjades till allt från hushållsarbete och gatuförsäljning, mineralbrytning, tiggeri och sexhandel.

### Övrigt
I det fall familjen saknar en son kan en kvinna utnämnas till son för att på det sättet föra släkten vidare.
Det förekom uppgifter år 2019 om barnfabriker, där kvinnor blev gravida genom våldtäkt, och barnen såldes för ritualer, adoptioner eller barnarbete. I vilken utsträckning var dock oklart.

## Kvinnor

### Könsstympning
Enligt nationell lagstiftning är könsstympning förbjudet, men trots det var könsstympning vanligt förekommande år 2019.

### Äktenskap
Kvinnor gifter sig i yngre ålder än män, enligt Migrationsverket år 2014. I utbildade urbana samhällsklasser var det vanligt att kvinnor gifte sig när de var mellan 20 och 30 år. Brudpris betalades fortfarande.
År 2014 kunde kvinnor som födde barn utanför äktenskapet fortfarande bli stigmatiserade och att skilja sig som kvinna var mycket ovanligt. Att vara ogift som kvinna ledde även det till stigmatisering då det förekom misstankar om prostitution, abort, hälsoproblem, ouppfostran och homosexualitet.

### Arvsrätt
Enligt den nationella lagstiftningen som tillämpades år 2019 hade kvinnor och män samma rätt att äga och ärva egendom, men i flera delar av landet tillämpades traditionell rätt som nekade kvinnor den rätten.

## Homosexuella
Migrationsverket uppgav år 2014 att "nigerianerna är helt emot homosexualitet". 
En persons sexuella läggning ansågs vara en fråga för samhället och inte en fråga dom enbart rörde individen. Homosexualitet ansågs vara ett inlärt beteende som gick att välja bort. Våld mot homosexuella var vanligt, och det var ofta civilsamhället som försökte jaga bort homosexuella. Även familjen kunde straffa eller förskjuta en homosexuell person. Många homosexuella tvingades dölja sin sexuella läggning på grund av risken för repressalier och social stigmatisering.
Det stora problemet år 2014 var att Nigeria hade många stora problem med mänskliga rättigheter, vilket gjorde att arbetet för att minska stigmatiseringen av homosexuella prioriterades ned.

### Lagstiftning
Enligt lagstiftningen som gällde innan landet koloniserades var det tillåtet att uttrycka sig som homosexuell men inte genomföra homosexuella akter.
Manlig homosexualitet var i början av 2022 förbjuden i hela Nigeria och straffet var oftast fängelse.
I norra Nigeria tillämpades sharialagar år 2014. Enligt sharia anses homosexualitet vara en synd som ska bestraffas och då genom stening till döds. Det fanns fall där straffet verkställts. Andra repressalier i dessa regioner för homosexualitet var spöstraff och fängelse.

### Yan Daudu
Yan Daudu förekommer bland hausafolket. Det är en tradition i norra Nigeria där män klär sig i kvinnokläder och utför hushållssysslor som traditionellt är så kallat kvinnogöra. I många fall är mannen homosexuell, men långt ifrån alltid. Yan Daudu lever bland andra och det har inte funnits något hat eller stigma kring dom. Men efter att sharialagar infördes i Nigeria har shariapolisen utsett Yan Daudu till måltavla, även om det fortfarande är accepterat i vissa delar av landet där sharialagar gäller.

### Samkönade äktenskapet bland igbofolket
Samkönade äktenskapet förekommer bland igbofolkets kvinnor. Bland igbofolket är det en tradition för kvinnor att gifta sig med en annan kvinna för att få hjälp med hushåll, barn  eller att föra ätten vidare. Äktenskapet har ingenting att göra med kvinnans sexuella läggning. En kvinna utses till "make" i äktenskapet och betalar brudpris, är "pappa" till eventuella barn (en biologisk pappa har i dessa fall ingen rätt till barnen) och har ansvar för familjens försörjning.

## Människohandel
Parlamentet har stiftat lagar mot människohandel, men brister i implementeringen och i ansvarsutkrävandet har gjort att människohandel fortsatt är ett betydande problem i slutet av 2010-talet. Utrikesdepartementet skrev år 2019 att: "Nigeria är såväl ursprungs-, som transit- och destinationsland för offer för människohandel".
FN rapporterade år 2018 att: "regeringens förmåga att förebygga och bekämpa människohandel är låg".

## Korruption
Korruptionen har uppfattats vara utbredd i Nigeria. Enligt de skattningar som gjorts mellan år 2012 och 2020 har skiftningarna i skattningarna varit mycket liten. Problemen med korruption fanns i hela statsapparaten, vilket inkluderade säkerhetsstyrkorna, och år 2014 var problemet så stort att det ansågs hota freden och säkerheten i Nigeria.

## Rättsväsende
Rättsväsendet drogs, i slutet av 2010-talet, med stora problem med korruption och låg kapacitet.

### Dödsstraff
Dödsstraff kunde utdömas år 2019 , dock hade inget dödsstraff verkställts sedan år 2016. Det fanns ett stort antal brott med dödsstraff som påföljd i Nigeria. Dödsstraff fanns som påföljd enligt både den federala och delstaternas brottsbalk, vilket betyder att olika straffskalor tillämpades i olika delar av landet. Bland brott som kunde leda till dödsstraff fanns mord, väpnat rån och terrorism. I de delstater där sharialagstiftning användes så var fler brott belagda med dödsstraff däribland våldtäkt och incest.
Vid fällande dom var dödsstraff obligatoriskt gällande vissa typer av brott till exempel mord och grovt väpnat rån.

### Polisen
Problemen inom landets polisstyrka var, i början på 2020-talet, omfattande och inkluderade utbredd korruption och upprepade brott mot de mänskliga rättigheterna.
Korruptionen inom Nigerias polisstyrka var ett allvarligt problem. Det förekom rutinmässigt att brottsoffer krävdes på mutor för att polisen skulle utreda brott. Misstänkta kunde i stället krävas på mutor för att polisen skulle lägga ner utredningar.
Polisen i Nigeria har varit inblandade i upprepade brott mot de mänskliga rättigheterna. Bland dessa kan nämnas utomrättsliga avrättningar, tortyr, godtyckliga arresteringar samt utpressning.

### Fängelser
Fängelser och häkten var år 2019 kraftigt överbelagda och det fanns stora problem med tortyr på anstalterna.